# Wappen von Yukon
Das Wappen von Yukon wurde zu Beginn der 1950er Jahre vom Department of Indian Affairs and Northern Development in Auftrag gegeben, vom Heraldiker Alan Beddoe entworfen und im Februar 1956 dem kanadischen Territorium Yukon durch Königin Elisabeth II. verliehen.
Im blauen, von zwei silbernen Wellen gespaltenen Wappen zwei schlanke rote Spitzen mit je zwei goldenen Kugeln. Sie stellen die Berge des Territoriums dar. Die Goldmünzen symbolisieren den Reichtum an Bodenschätzen, der seit dem Klondike-Goldrausch ausgebeutet wird. Die weißen Wellenlinien repräsentieren den Yukon River. Im weißen Schildhaupt steht das rote Georgskreuz für England. Mittig die Scheibe mit dem blau-weißen Eisenhutmuster (Feh), der den Reichtum an Pelztieren symbolisiert. Das Helmkleinod über dem rot-goldenen Helmwulst ist ein Alaskan Malamute, der auf einer Schneefläche steht. Das Postament bilden zwei rotblühende, mit goldenen Butzen sich kreuzende Zweige mit schmalblättrigen Weidenröschen.